# Ознобишины
Озноби́шины — древний польско-русский дворянский род.
При подаче документов (3 августа 1686 года) для внесения рода в Бархатную книгу, была предоставлена родословная роспись Ознобишиных, царские жалованные грамоты: Ивана III Василию Остафьевичу Ознобише на волость Санницкая Владимирского уезда (1462—1485 годы), села Ярышево и Муравнино в Суздальском уезде (1466—1676 годы), Василию Ознобише и его сыну Никите на село Кудрино с деревнями в Муромском уезде (1486 год), Никите Васильевичу Ознобишину на земли кирдановской мордвы в Нижегородском уезде (1491), Василию Ознобише на г. Гороховец Нижегородского уезда (1493—1497 годы), грамота Василия III Михаилу Никитичу Ознобишину на волость Дубенская Вологодского уезда (1515—1533 годы) и жалованная вотчинная грамота царя Михаила Фёдоровича Фёдору и Василию Афанасьевичам Ознобишиным на село Лопатино с деревнями и пустошами в Дорогобужском уезде (1614 год).
Род дворян Ознобишиных внесён во II и VI части дворянской родословной книги Владимирской, Пензенской, Саратовской, Симбирской и Тамбовской губерний Российской империи

## Происхождение и история рода
Согласно сказаниям старинных родословцев, дворянский род этой фамилии берёт своё начало от польского выходца Филиппа Ознобши, приехавшего в город Москву (1423 год). В поданной в разряд при царевне Софье Алексеевне росписи написано: «Окромя сих вышеупомянутых в роде нашем Ознобишиных, иных нет, а что пишутся Ознобишиными Алексенцы и те Ознобишины не наши».
Василий Евстафьевич Ознобишин «санничий с путем» (Пожаловал есть Ознобишу санничим в путь.), жалован поместьями (1486/87 годы), получил в кормление г. Гороховец, Михаил Никитич получил от великого князя Василия III Ивановича Дубенскую волость в кормление.

## Известные представители
- Ознобишин Михаил Иванович — воевода в полоцком походе (1551 год).
- Ознобишин Василий Афанасьевич — воевода в Крапивне и Волоколамске (1618 год), московский дворянин (1627—1629 годы)[6].
- Ознобишин Иван Андреевич — убит под Смоленском и по его имени одна из башен смоленских называлась башней Ознобишина († 1634 год).
- Ознобишины: Афанасий Никитич, Елизар Иванович, Никифор Максимович, Максим Андреевич — убиты под Конотопом († 1658 год).
- Ознобишин Михаил Фёдорович — воевода в Коротояке (1670—1671 годы), Острогожске (1672 год), Саратове (1677 год), Чернигове, стольник (1686 год)[6].
- Ознобишин Василий Григорьевич — московский дворянин (1677 год), стольник (1677—1692 годы), воевода в Ряжске (1691—1693 годы).
- Ознобишин Никифор Степанович — воевода в Серпейске (1673 год), стольник (1692 год).
- Ознобишины: Фёдор Михайлович, Симон Иванович, Емельян Дмитриевич, Андрей Степанович — стряпчие (1692 год).
- Ознобишины: Яков Никифорович и Иван Григорьевич — московские дворяне (1677—1692 годы).
- Ознобишины: Никифор Степанович, Михаил Фёдорович, Ионль Алексеевич, Артемий, Савва, Иван и Алексей Ивановичи, Дмитрий Михайлович, Петр Никифорович — стольники (1689—1694 годы)[7][8][9].
- Ознобишин Александр Николаевич (г/р 1849) — статский советник, Раненбургский уездный предводитель дворянства.
- Ознобишин Георгий Александрович (г/р 1838) — действительный статский советник, Козловский уездный предводитель дворянства.
- Ознобишин Илья Иванович — действительный статский советник, Тамбовский вице-губернатор.
- Ознобишин Николай Ильич (1798—1853 годы) — действительный статский советник, полтавский губернатор.
- Ознобишин, Никанор Иванович (1726/27 — 1788) — русский переводчик, писатель и общественный деятель XVIII века.
- Ознобишин, Дмитрий Петрович — родился в селе Троицкое, поэт, переводчик, фольклорист, общественный деятель.

…полковника Ознобишина, или, как он себя называл, «Д’Ознобишина». (Этой приставкой буквы «Д» большинство русских нетитулованных дворян стремились подчеркнуть во Франции свою принадлежность к аристократии, не учитывая, что эта приставка для французских дворян произошла от родительного падежа названия того замка, который принадлежал данной семье. Замка «Ознобишин», конечно, в России не существовало.) — Игнатьев А. А. Пятьдесят лет в строю. Книга III, глава 10. — М.: Воениздат, 1986. — С. 397. — ISBN 5-203-00055-7.